# Irkut MS-21
Lo Yakovlev MS-21 (in cirillico: Яковлев МС-21 - Магистральный Cамолёт XXI века, Aereo di linea del XXI secolo) è un aereo di linea a fusoliera stretta a medio raggio di fabbricazione russa, in fase di pre-produzione presso la Yakovlev.
Conosciuto fino al luglio 2023 come Irkut MS-21, è un bireattore ad ala bassa sviluppato con l'obiettivo di sostituire i vecchi modelli di Tupolev Tu-154 e Tupolev Tu-204/214 nella produzione aeronautica russa e di porsi, nel mercato mondiale degli aerei a fusoliera stretta, come concorrente degli oligopolisti Airbus e Boeing.
A seguito delle sanzioni internazionali applicate all'industria aeronautica russa, l'entrata in servizio, attesa per il 2022 è slittata a non prima del 2026 nelle file della compagnia aerea Rossija, cliente di lancio dell'aereo.

## Storia

### Sviluppo
L'aereo deriva dallo Yakovlev Yak-242, una versione bimotore dello Yak-42 progettata ma mai prodotta realizzata interamente in metallo capace di trasportare 156-162 passeggeri. Il progetto è stato recuperato nel 2007 e vedeva coinvolta, oltre a Yakovlev, Irkut Corporation. Nel 2009 Yakovlev ne prevedeva l'immissione in servizio nel 2016; a febbraio 2012 il vice primo ministro Dmitry Olegovich Rogozin ha annunciato che la fase di certificazione sarebbe iniziata entro il 2016 e che la produzione sarebbe stata avviata nel 2020.
Il 5 giugno 2012 Irkut e Pratt & Whitney hanno sottoscritto un accordo per la fornitura dei turbofan PW1400G che, unitamente alla struttura realizzata in materiali compositi, avrebbe contribuito a ridurre i consumi dell'aeromobile del 21-24%.
L'assemblaggio del primo prototipo è iniziato all'inizio del 2014. L'8 giugno 2016 il prototipo ultimato è stato presentato presso lo stabilimento di Irkutsk alla presenza del primo ministro Dmitrij Medvedev. Nel febbraio 2017 l'aereo ha svolto i test strutturali e a maggio i test sulla strumentazione e di rullaggio.
Il primo volo, inizialmente previsto per il 2014, è avvenuto il 28 maggio 2017, durò 30 minuti e venne svolto a 1 000 metri di quota e a 300 km/h. Nell'ottobre dello stesso anno il prototipo è stato trasferito presso il Gromov Flight Research Institute di Ramenskoe per proseguire la fase di test.

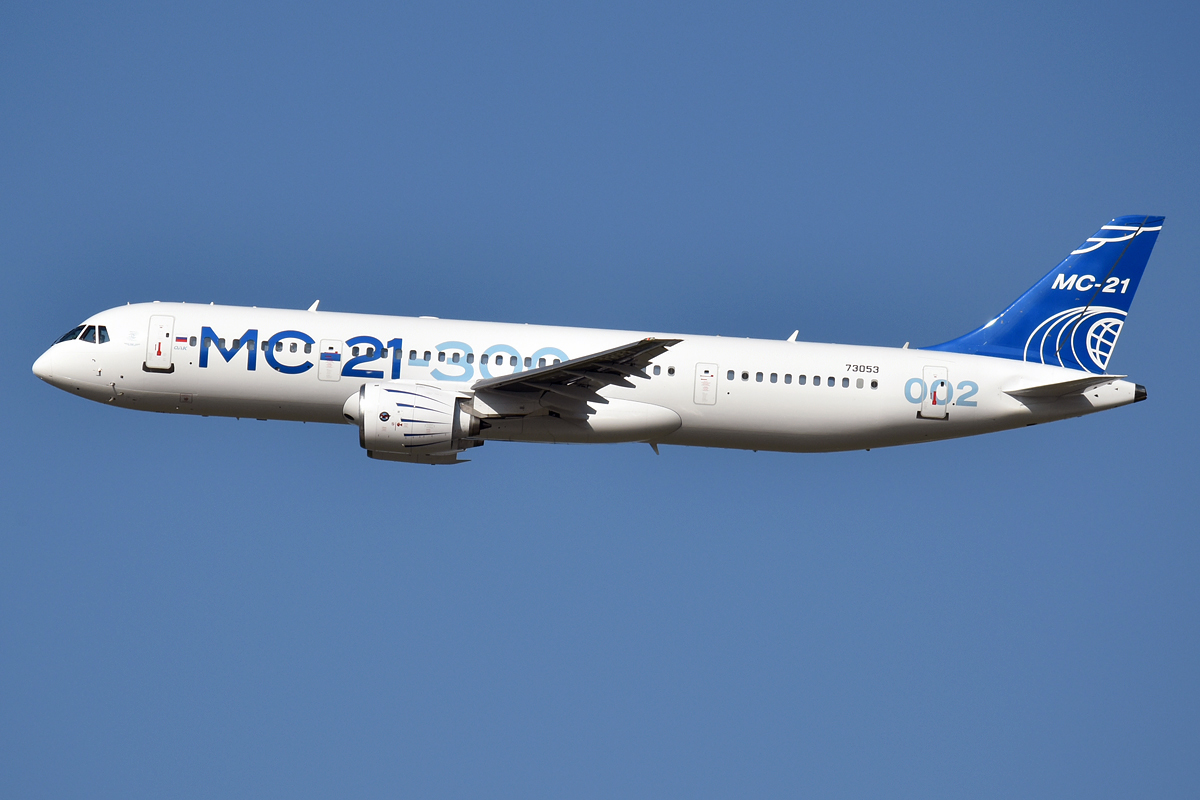
Il secondo prototipo in volo nel 2019

Il 12 maggio 2018 il secondo prototipo ha effettuato il suo primo volo a una quota di 3 000 metri, a 400 km/h e della durata di 1 ora e 7 minuti. Dopo 20 voli di prova effettuati a Irkutsk anche il secondo prototipo è stato trasferito al Gromov Flight Research Institute il 20 luglio 2018, dove ha proseguito l'attività di ricerca e sviluppo.
La certificazione da parte di Rosaviatsija era prevista nel 2017 e quella di EASA nel 2018, ma successivamente vennero posticipate rispettivamente nel 2019 e nel 2020 a causa di ritardi accumulati nell'avanzamento della produzione. Nel 2019 l'entrata in servizio dell'MS-21 è stata posticipata al 2021 a causa delle sanzioni americane alla Russia che andavano a impattare sulla fornitura dei motori e dei materiali compositi che costituiscono la struttura dell'aereo.
Il 16 marzo 2019 il terzo prototipo ha volato per la prima volta e il 13 maggio è stato inviato a Mosca dove ha preso parte ai collaudi insieme agli altri prototipi, per la prima volta con la cabina completamente arredata.

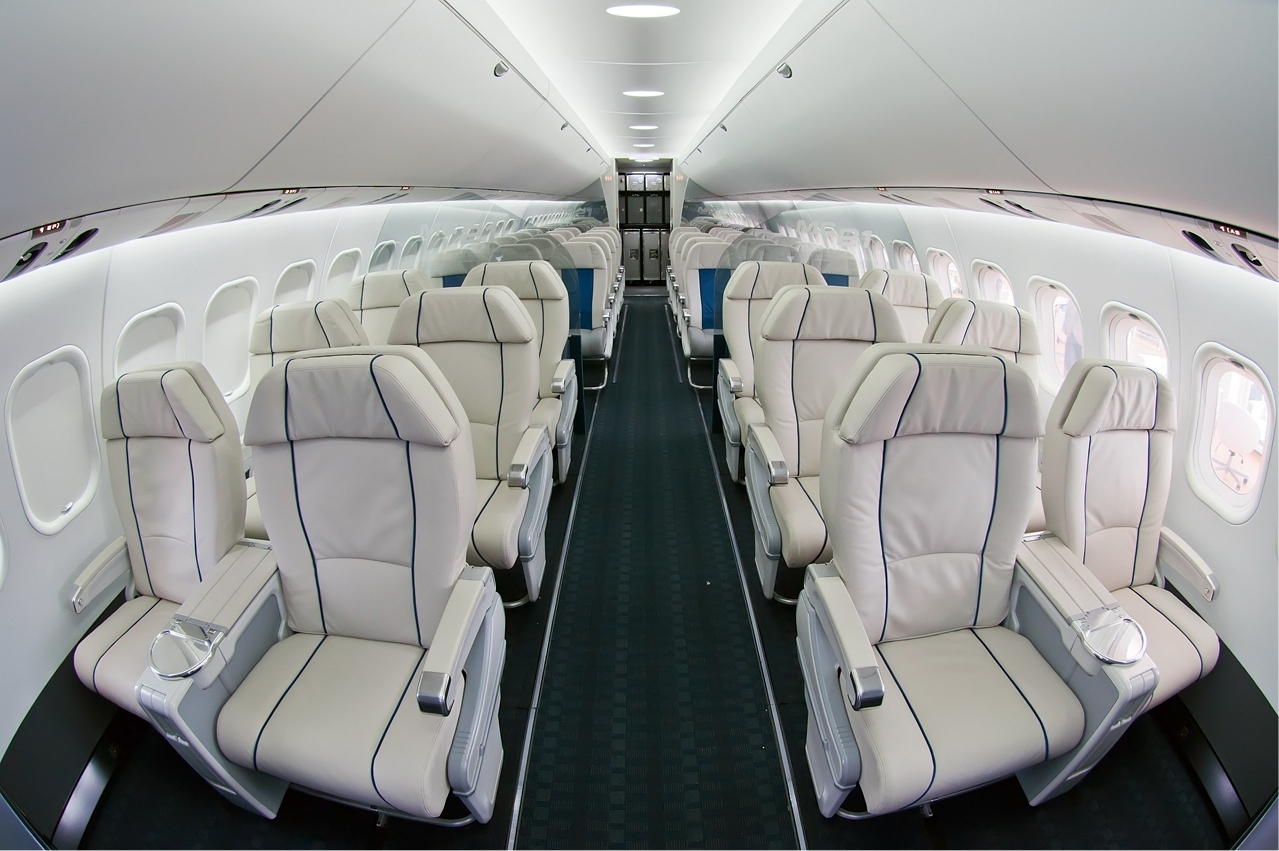
Mock up della cabina passeggeri (giugno 2011)

A settembre 2019 il primo prototipo è stato presentato al Salone internazionale dell'aeronautica e dello spazio di Mosca mentre il terzo prototipo è stato presentato al Teknofest Istanbul all'Aeroporto di Istanbul-Atatürk, dove Turkish Airlines ha manifestato interesse nell'aeromobile ed è stato proposto al governo turco di essere coinvolto in alcuni progetti relativi all'MS-21. Il 25 dicembre 2019 ha volato per la prima volta il quarto prototipo.
A gennaio 2020 Irkut ha ricevuto i primi Aviadvigatel PD-14 ed il primo volo di un MS-21 equipaggiato con questo tipo di motori, installati sul quarto prototipo ridenominato MS-21-310, è avvenuto il 15 dicembre dello stesso anno. Sempre a gennaio 2020 il governo russo ha stanziato 1,7 miliardi di rubli (27 milioni di dollari) per lo sviluppo di una nuova avionica che sostituirà quella occidentale fornita da Honeywell, Rockwell Collins e Thales entro il 2023.
Nel 2019 era previsto di arrivare a produrre 100 esemplari all'anno passando gradualmente da 20 a 72 esemplari annui entro il 2025 e incrementando la produzione a 120 qualora la mole di lavoro lo richiedesse; il numero di esemplari che sarebbero stati venduti era stimato in 850. Nel 2021 UAC ha dichiarato come obiettivo la produzione di 36 MS-21 entro il 2025 e di 72 entro il 2027 e ha stimato le vendite al mercato russo in 600 esemplari entro il 2031. A novembre 2021 l'MS-21-310 è stato presentato al Dubai Airshow.
A febbraio 2021 ha ottenuto la certificazione ICAO per le emissioni.
Nel maggio 2021 è stata consegnata la prima ala realizzata in materiale composito di fabbricazione russa, completando un lungo processo di acquisizione di know-how da parte delle industrie chimiche e metallurgiche nazionali. La stessa è stata poi installata su un esemplare di nuova costruzione nel dicembre dello stesso anno. Il 28 dicembre 2021 l'MS-21-300 è stato certificato da Rosaviatsija con i motori PW1431G. L'ingresso in servizio è previsto a settembre 2022 con Rossija Airlines.
A fine marzo 2022 fonti di UAC hanno affermato che, a seguito delle sanzioni internazionali durante la crisi russo-ucraina, sull'MS-21 potranno essere utilizzati solamente i motori di produzione russa PD-14, dovendo pertanto posticipare la messa in servizio.
Il 29 dicembre 2022 il velivolo ottiene la certificazione di volo in configurazione domestica che prevede l'adozione dei propulsori di produzione nazionale.

### Produzione
La produzione degli MS-21 ha sede presso l'Irkutsk Aviation Plant, di proprietà di Irkut Corporation. All'inizio del progetto era previsto un impiego limitato di componenti russe ma, a causa delle ripetute sanzioni, nel 2019 il premier Medvedev ha annunciato l'intenzione di portare al 97% le componenti dell'aereo prodotte in Russia. Le ali in materiale composito sono fornite da Aerocomposit e Tekhnologija mentre la fusoliera è prodotta da Yakovlev e Irkut.

## Caratteristiche

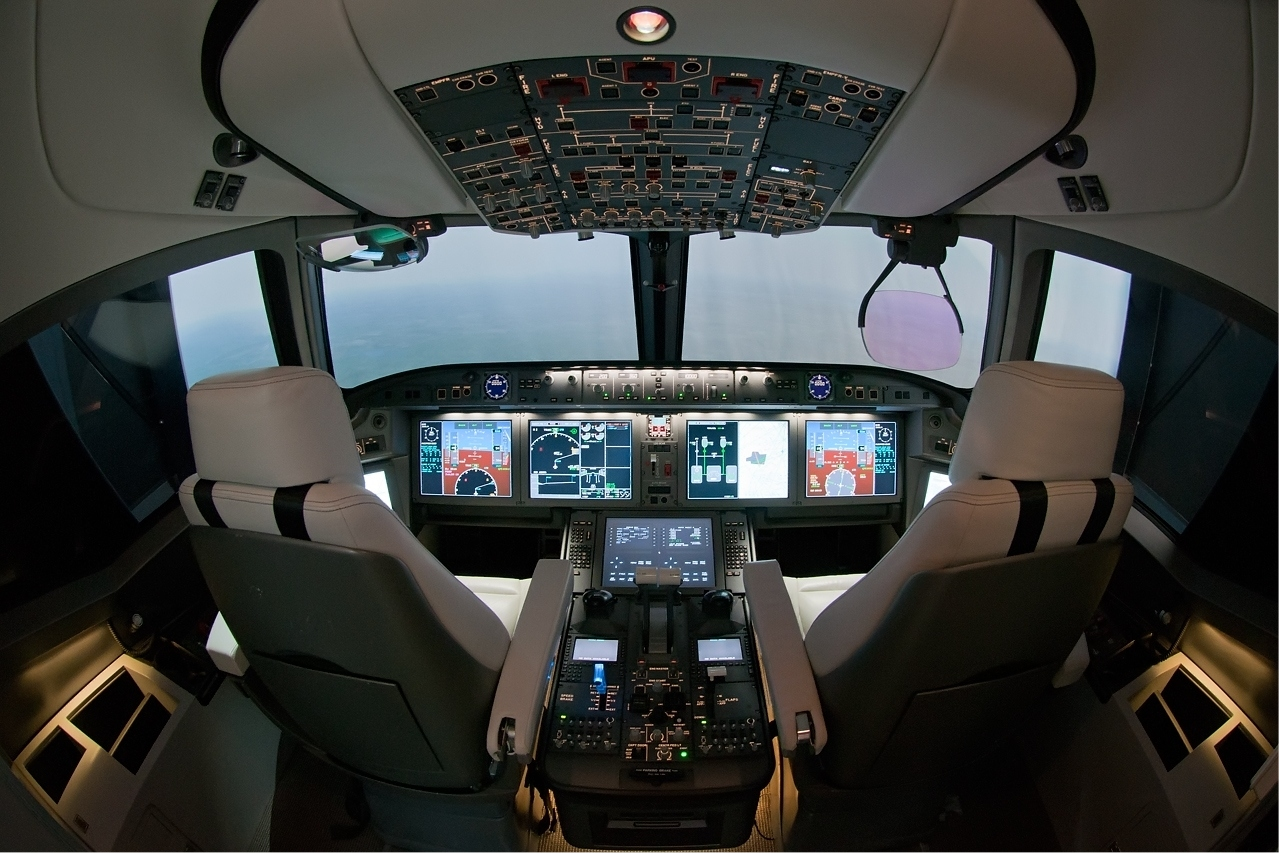
Mock up della cabina di pilotaggio (giugno 2011)

I cassoni alari e i pannelli delle ali e delle superfici di coda sono realizzati in materiali compositi prodotti tramite fusione sottovuoto ad induzione dalla società Aerocomposit, appositamente creata da UAC. Nel 2019, in seguito a sanzioni americane, la fornitura di resine e delle fibre dagli Stati Uniti è stata interrotta e, dopo avere valutato se produrre i materiali localmente o se affidarsi alla produzione cinese, l'intera produzione dei compositi è svolta in Russia. La fusoliera è realizzata in lega di alluminio-litio e ha un diametro di 4,06 metri, che consente di disporre 6 posti a sedere per fila in classe economica; la cabina può essere configurata in una o due classi e può ospitare, nella versione -300, fino a 211 passeggeri. Ciascun carrello è dotato di due ruote. Il peso massimo al decollo della versione -300 è di 79,25 t, lo stesso dell'Airbus A320neo in grado di trasportare fino a 195 passeggeri ed è inferiore di circa 3 t rispetto a quello del Boeing 737 MAX 8, in grado di trasportare fino a 210 passeggeri.
Il turbofan ad alto rapporto di bypass Pratt & Whitney PW1400G da 120 o 140 kN è stato selezionato nel 2012 ed è stato affiancato nel 2018 da un analogo motore di produzione russa, l'Aviadvigatel PD-14, in grado di erogare gli stessi valori di spinta. Entrambi i motori consentono una riduzione dei consumi di combustibile del 10-15% rispetto ai motori attualmente in servizio. L'MS-21 è disponibile con due diverse APU: una Honeywell HGT750 oppure una TA18-200 prodotta da Aerosila e in fase di sviluppo.
L'avionica è prodotta da Rockwell Collins tramite il suo partner russo Avionika, da Honeywell, Thales e Elbit Systems. I controlli sono fly-by-wire prodotti da Goodrich Corporation e l'MS-21 è il primo velivolo commerciale ad essere dotato di side-stick attivi, ovvero dipendenti tra loro. Il glass cockpit è composto da cinque Multi-Function Display e può essere integrato opzionalmente da un head-up display.

## Varianti
- MS-21-100: versione da 132 posti annullata per non entrare in competizione con il Sukhoi Superjet 100
- MS-21-200: versione accorciata da 153 passeggeri (massimo 176), simile all'Airbus A319neo, al Boeing 737 MAX 7 e al Bombardier CS300
- MS-21-300: versione base[50] da 181 passeggeri (massimo 211) con due motori Pratt & Whitney PW1400G, simile all'Airbus A320neo, al Boeing 737 MAX 8 e al Comac C919
- MS-21-310: MS-21-300 con due motori Aviadvigatel PD-14
- MS-21-400: ipotesi per una versione allungata da 212 passeggeri (fino a 260 in configurazione ad alta densità), simile all'Airbus A321neo e al Boeing 737 MAX 9, prevista per il 2025[51]

## Specifiche
| Modelli                 | MC-21-200      | MC-21-300      | MC-21-400      |
| Capacità:               | Capacità:      | Capacità:      | Capacità:      |
| ----------------------- | -------------- | -------------- | -------------- |
| Passeggeri std 2 classi | 132 (C12+Y120) | 163 (C16+Y147) | 196 (C20+Y176) |
| Passeggeri std 1 classe | 153            | 181            | 210            |
| Passeggeri max 1 classe | 165            | 211            | 230            |
| Volume cargo            | 34 m³          | 49 m³          |                |
| Prestazioni:            |                |                |                |
| Raggio max 2 classi     | 6 400 km       | 6 000 km       | 6 000 km       |
| Velocità                |                |                |                |
| Dimensioni:             |                |                |                |
| Lunghezza               | 36,8 m         | 42,3 m         | 46,7 m         |
| Apertura alare          | 35,9 m         | 35,9 m         | 36,8 m         |
| Altezza                 | 11,5 m         | 11,5 m         | 12,7 m         |
| Larghezza fusoliera     | 4,06 m         | 4,06 m         |                |
| Larghezza cabina        | 3,81 m         | 3,81 m         |                |
| Pesi:                   |                |                |                |
| MTOW                    | 72 500 kg      | 79 250 kg      | 87 230 kg      |
| MLW                     | 63 100 kg      | 69 100 kg      |                |
| Carico utile            | 18 900 kg      | 22 600 kg      |                |
| Capacità combustibile   | 20 400 kg      | 20 400 kg      |                |
| Motori: Aviadvigatel    |                |                |                |
| N. e Tipo               | 2 × PD-14А     | 2 × PD-14      | 2 × PD-14M     |
| Spinta                  | 123 kN         | 137 kN         | 153 kN         |
| Bypass ratio            |                |                |                |
| Flat rating             |                |                |                |
| Diametro fan            | 1,90 m         | 1,90 m         | 1,90 m         |
| Stadi                   | 1+3+8-2+6      | 1+3+8-2+6      | 1+4+8-2+6      |
| Motori: Pratt & Whitney |                |                |                |
| N. e Tipo               | 2 × PW1428G    | 2 × PW1431G    |                |
| Spinta                  | 120 kN         | 140 kN         |                |
| Bypass ratio            | 12:1           | 12:1           |                |
| Flat rating             | ISA+15 °C      | ISA+15 °C      |                |
| Diametro fan            | 2,06 m         | 2,06 m         |                |
| Stages                  | 1-G-3-8-2-3    | 1-G-3-8-2-3    |                |
| Modelli                 | MC-21-200      | MC-21-300      | MC-21-400      |

## Ordini
| Data                   | Compagnia aerea              | Tipo      | Tipo      | Tipo      | Tipo    | Note                               |
| Data                   | Compagnia aerea              | MS-21-200 | MS-21-300 | MS-21-400 | Opzioni | Note                               |
| ---------------------- | ---------------------------- | --------- | --------- | --------- | ------- | ---------------------------------- |
| 19 luglio 2010         | Nordwind Airlines            |           | 3         |           | 2       | [ 52 ]                             |
| 21 luglio 2010         | VEB-Leasing                  |           | 30        |           | 30      | [ 53 ]                             |
| 22 luglio 2010         | Ilyushin Finance Co.         |           | 31        |           | 22      | [ 53 ]                             |
| 17 agosto 2011         | Avia Capital Services Rostec | 18        | 17        |           | 35      | [ 53 ]                             |
| 28 agosto 2013         | IrAero                       |           | 10        |           | 10      | In leasing da Sberbank             |
| 28 agosto 2013         | Sberbank Leasing             |           | 20        |           |         | [ 55 ]                             |
| 29 agosto 2013         | UTair                        |           | 10        |           |         | In leasing da VEB                  |
| 19 luglio 2017         | Alrosa Mirnyj Air Enterprise |           | 3         |           | 3       | In leasing da IFC                  |
| 19 luglio 2017         | Angara Airlines              |           | 3         |           |         | [ 57 ]                             |
| 19 luglio 2017         | Red Wings Airlines           |           | 16        |           |         | [ 57 ]                             |
| 1 febbraio 2018        | Aeroflot                     |           | 50        |           |         | In leasing da ACS Rostec           |
| 30 agosto 2019         | Jakutija                     |           |           |           | 5       | Lettera di intenti per 5 MS-21-300 |
| Totale senza duplicati | Totale senza duplicati       | 175       | 175       | 175       | 119     |                                    |

### Ordini annullati
| Data            | Compagnia aerea       | Tipo      | Tipo      | Tipo      | Tipo    | Note                                                          |
| Data            | Compagnia aerea       | MS-21-200 | MS-21-300 | MS-21-400 | Opzioni | Note                                                          |
| --------------- | --------------------- | --------- | --------- | --------- | ------- | ------------------------------------------------------------- |
| 21 luglio 2010  | Crecom Burj Resources |           | 25        |           |         | [ 53 ]                                                        |
| 6 agosto 2013   | Transaero             |           | 6         |           |         | Fallimento della compagnia                                    |
| 9 novembre 2015 | Cairo Aviation        |           | 6         |           | 4       | Fallimento della compagnia                                    |
| 18 luglio 2017  | VIM-Avia              |           | 15        |           |         | Revoca del certificato di operatore aereo                     |
| 19 luglio 2017  | Saratov Airlines      |           | 6         |           |         | In leasing da IFC; revoca del certificato di operatore aereo  |
| 16 luglio 2018  | Peruvian Airlines     | 10        |           |           |         | Lettera di intenti; fallimento della compagnia                |
| 30 agosto 2019  | Bek Air               |           | 10        |           |         | Lettera di intenti; revoca del certificato di operatore aereo |

## Incidenti
- Il 18 gennaio 2021 il primo prototipo è uscito di pista all'Aeroporto di Mosca-Žukovskij durante un test di guasto ad un motore durante il decollo e successivo aborto senza subire danni.[66]

### Velivoli comparabili
- Airbus A320
- Airbus A320neo
- Boeing 737 NG
- Boeing 737 MAX
- Comac C919
- Tupolev Tu-204